# Мизантроп (ТВ филм)
„Мизантроп” је југословенски ТВ филм из 1977. године. Режирао га је Сава Мрмак а сценарио је написан по истоименој Молијеровој комедији из 1666. године.

## Улоге
| Глумац                 | Улога |
| ---------------------- | ----- |
| Петар Банићевић        |       |
| Младен Барбарић        |       |
| Вера Чукић             |       |
| Предраг Ејдус          |       |
| Душан Јакшић           |       |
| Бранислав Цига Јеринић |       |
| Милка Лукић            |       |

Остале улоге ▼
| Глумац            | Улога |
| ----------------- | ----- |
| Павле Минчић      |       |
| Огњанка Огњановић |       |
| Радмила Плећаш    |       |
| Момчило Животић   |       |